# Семейный портрет в интерьере
«Семейный портрет в интерьере» (итал. Gruppo di famiglia in un interno) — психологическая драма режиссёра Лукино Висконти, вышедшая на экраны в 1974 году.

## Сюжет
Действие фильма происходит в Риме в 1970-е годы. Главный герой фильма — пожилой американский профессор, коллекционер живописи. Он одинок и ведёт замкнутый образ жизни. Поддавшись напору назойливой аристократки маркизы Брумонти, профессор сдаёт ей квартиру в своём доме и, таким образом, завязывает знакомство с её любовником Конрадом. Пожилой профессор и молодой альфонс находят общий язык.

## В ролях
- Берт Ланкастер — профессор
- Хельмут Бергер — Конрад Хюбель
- Сильвана Мангано — маркиза Бьянка Брумонти
- Клаудия Марсани — Лиетта Брумонти
- Стефано Патрици — Стефано
- Эльвира Кортезе — Эрминия
- Филипп Эрсан — портье
- Ги Трежан — антиквар
- Жан-Пьер Золя — Бланшар
- Энцо Флермонте — комиссар
- Ромоло Валли — Микелли
- Маргерита Хоровиц — горничная
- Клаудия Кардинале — жена профессора
- Доминик Санда — мать профессора

## Съёмочная группа
- Автор сюжета: Энрико Медиоли
- Авторы сценария: Сузо Чекки д’Амико, Энрико Медиоли, Лукино Висконти
- Режиссёр: Лукино Висконти
- Оператор: Паскуалино Де Сантис
- Художник: Марио Гарбулья
- Композитор: Франко Маннино

## Награды
- 1975 — две премии «Давид ди Донателло»: лучший фильм и лучший иностранный актёр (Берт Ланкастер).
- 1975 — 5 премий «Серебряная лента» Итальянского национального синдиката киножурналистов: лучший режиссёр (Лукино Висконти), лучший продюсер, лучшая работа оператора (Паскуалино Де Сантис), лучшая работа художника (Марио Гарбулья), лучшая актриса-дебютантка (Клаудия Марсани).
- 1975 — главный приз Вальядолидского кинофестиваля.
- 1979 — премия журнала «Кинэма Дзюмпо» лучшему режиссёру зарубежного фильма (Лукино Висконти).
- 1979 — премия «Голубая лента» за лучший фильм на иностранном языке.
- 1979 — премия Японской киноакадемии за лучший фильм на иностранном языке.